# Casa Guilamany
La Casa Guilamany és un edifici de llenguatge eclèctic al municipi de Vilafranca del Penedès protegit com a bé cultural d'interès local.
La construcció és dins dins del recinte fortificat durant la Primera Guerra Carlina (Guerra dels Set Anys) i entre edificis estilísticament heterogenis. Edifici entre mitgeres de tres crugies, format per planta baixa, entresòl, dos pisos i golfes. La coberta és de teula àrab a dues vessants. La façana és de composició simètrica. La planta baixa té una porta d'arc carpanell centrada i dues obertures rectangulars motllurades als costats. La primera planta mostra balcó corregut i la segona tres balcons. En ambdós casos les obertures són rectangulars i resseguides de motllures d'inspiració clàssica. La façana es corona amb cornisa sostinguda per cartel·les.